# Maya de Jong
Maya de Jong (20 mei 1999) is een skeeleraar en marathonschaatsster uit het Nederlandse Haulerwijk.
Bij het skeeleren behaalde ze zilver op het NK marathon en reed ze in 2018 op het wereldkampioenschap op de 1000 meter.
De Jong rijdt voor het marathonteam CENNED.
In oktober 2021 reed De Jong op de NK afstanden 2022 mee op het schaatsonderdeel massastart.

## Records

### Persoonlijke records (schaatsen)[4]
| Afstand    | Tijd    | Datum           | Baan       |
| ---------- | ------- | --------------- | ---------- |
| 500 meter  | 44,63   | 14 oktober 2017 | Groningen  |
| 1000 meter | 1.51,33 | 31 januari 2010 | Heerenveen |
| 1500 meter | 2.19,30 | 14 oktober 2017 | Groningen  |